# Andrea Gámiz
Andrea Gámiz (nació el 31 de octubre de 1992) es una jugadora de tenis profesional venezolana y miembro del Equipo de Fed Cup de Venezuela. El 30 de abril de 2018, llegó a su mayor ranking en individuales en la WTA el cual fue 244, mientras que su mejor ranking de dobles fue 77 logrado en junio de 2023.

## Carrera
Su primer intento para clasificarse en un torneo patrocinado por la WTA llegó en mayo del 2012 con el torneo de Estrasburgo, pero perdió en la segunda ronda de la clasificación contra María José Martínez Sánchez con un puntaje de 3-6, 3-6 y no se clasificó para el cuadro principal del torneo. En julio de ese año perdió en la segunda ronda de la clasificación contra Mariana Duque-Mariño por 2-6, 3-6.
En febrero de 2013, Gámiz participó en las clasificaciones de los Torneos WTA de Cali, Florianópolis, Núremberg, y Palermo. En julio de ese mismo año participó en la clasificación del Torneo de Bastad ganando sus tres partidos clasificatorios sin perder un set y se clasificó por primera vez en un torneo de la WTA. Se enfrentó a Tsvetana Pironkova en la primera ronda, clasificada n.º 57 del ranking mundial y sembrada n.º 4 del torneo, a la que ganó por 6-1, 6-3. Cayó en segunda ronda contra Mathilde Johansson por 5-7, 2-6.
En el 2014, no tuvo en buena actuación en los torneos WTA clasificándose solamente en el Torneo de Núremberg, perdiendo en primera ronda. Sin embargo, su participación en los Challengers fue positiva ganando 3 títulos individuales y 6 dobles.
En el 2015, llegó a una final de un torneo de $50,000 de la ITF perdiendo con Stephanie Vogt. En julio de este mismo año, participó en las clasificación de Torneo de Florianópolis ganándole a Ingrid Gamarra Martins por 6-4, 1-6, 6-3 para así clasificar al torneo. Se enfrentó a Risa Ozaki en la primera ronda; perdió por 7-6, 4-6, 3-6. 
En el 2016, participó en la Fed Cup ganando 4 partidos para llevar a  Venezuela al grupo I, participó en las clasificación de Torneo de Acapulco y Torneo de Monterrey, perdiendo en primera ronda de las clasificaciones con la francesa Pauline Parmentier sembrada #5 y la china Han Xinyun sembrada #6, respectivamente. Llegó a su primera final WTA en dobles en la Copa Colsanitas 2016 acompañada de la brasileña Gabriela Cé perdieron la final con la española Lara Arruabarrena y la alemana Tatjana María.
En el 2023, hizo su debut en un cuadro principal de Grand Slam en la modalidad de dobles esto fue en Torneo de Roland Garros 2023 esto lo logro tras entrar con suplente junto a Anastasia Dețiuc perderían en primera ronda. En julio de ese mismo año entraría de la misma forma al Campeonato de Wimbledon 2023 también haciendo pareja de Anastasia Dețiuc esta vez ganaría el partido de primera ronda derrotando a las wildcards Freya Christie y Ali Collins en  3 set. Logrando con esto ganar su primer partido en un Grand Slam.

## Títulos WTA

### Dobles (0)
| Leyenda                    |
| -------------------------- |
| Grand Slam (0)             |
| Juegos Olímpicos (0)       |
| WTA Tour Championships (0) |
| Premier Mandatory (0)      |
| Premier 5 (0)              |
| Premier (0)                |
| International (0)          |

#### Finalista (1)
| N.º | Fecha               | Torneos | Superficie    | Pareja      | Oponentes                       | Resultado        |
| --- | ------------------- | ------- | ------------- | ----------- | ------------------------------- | ---------------- |
| 1.  | 16 de abril de 2016 | Bogotá  | Tierra batida | Gabriela Cé | Lara Arruabarrena Tatjana María | 2-6, 6-4, [8-10] |

## Títulos WTA 125s

### Dobles (3–1)
| Resultado | N.º | Fecha                    | Torneos         | Superficie    | Pareja         | Oponentes                             | Resultado        |
| --------- | --- | ------------------------ | --------------- | ------------- | -------------- | ------------------------------------- | ---------------- |
| Finalista | 1.  | 11 de septiembre de 2022 | Bari            | Tierra batida | Eva Vedder     | Elisabetta Cocciaretto Olga Danilović | 2-6, 3-6         |
| Campeona  | 1.  | 18 de septiembre de 2022 | Bucharest       | Tierra batida | Aliona Bolsova | Panna Udvardy Reka-Luca Jani          | 7-5, 6-3         |
| Campeona  | 2.  | 2 de abril de 2023       | San Luis Potosí | Tierra batida | Aliona Bolsova | Katarzyna Piter Oksana Kalashnikova   | 7-6(5), 6-4      |
| Campeona  | 3.  | 18 de junio de 2023      | Valencia        | Tierra batida | Aliona Bolsova | Irina Jromachova Angelina Gabueva     | 6-4, 4-6, [10-7] |